# ルブシュ県
ルブシュ県（Lubusz Voivodeship (ポーランド語: województwo lubuskie [vɔjɛˈvut͡stfɔ luˈbuskʲɛ] ( 音声ファイル))）は、ポーランド西部の県である。県都はゴジュフ・ヴィエルコポルスキ、県議会所在地はジェロナ・グラ。ドイツ・ブランデンブルク州との国境線沿いにあり、国内ではドルヌィ・シロンスク県、ヴィエルコポルスカ県、西ポモージェ県と接している。

## 歴史
ルブシュ地方（現ルブシュ県のある地方名）の80%以上の土地は第二次世界大戦が終了した1945年にポーランドに復帰し、旧ポズナン県に編入された（ジェロナ・グラは旧ヴロツワフ県に編入）。1950年に行われた行政区画再編では、おおよそ現在のルブシュ県と同じくらいの領域の旧ジェロナ・グラ県が設置された。1975年から1998年までは、旧ゴジュフ県と旧ジェロナ・グラ県に分かれていた。
1998年、クレシェ教授の案に従ってゴジュフ県とジェロナ・グラ県は西ポモージェ県、ドルヌィ・シロンスク県、ヴィェルコポルスカ県に振り分けられたが、地域住民の猛反発を招いた。最終的に政府の計画はうまく行かず、ルブシュ県の発足が決定した。「ルブシュ」の名はこの地域の歴史的な呼称で（ズィーミア・ルブシュカ, ラテン語: Terra Lebus, ドイツ語: Land Lebus）、オドラ川（オーデル川）の両側に広がるルブシュ地方は中世にはこの一帯の政治、文化の中心地だった。その中心であるルブシュ（ポーランド語:Lubusz、ドイツ語:Lebus）の町はオーデル川の西岸、現在のドイツ側に位置している。

## 地域区分
- 市
  - ジェロナ・グラ (140,708人)

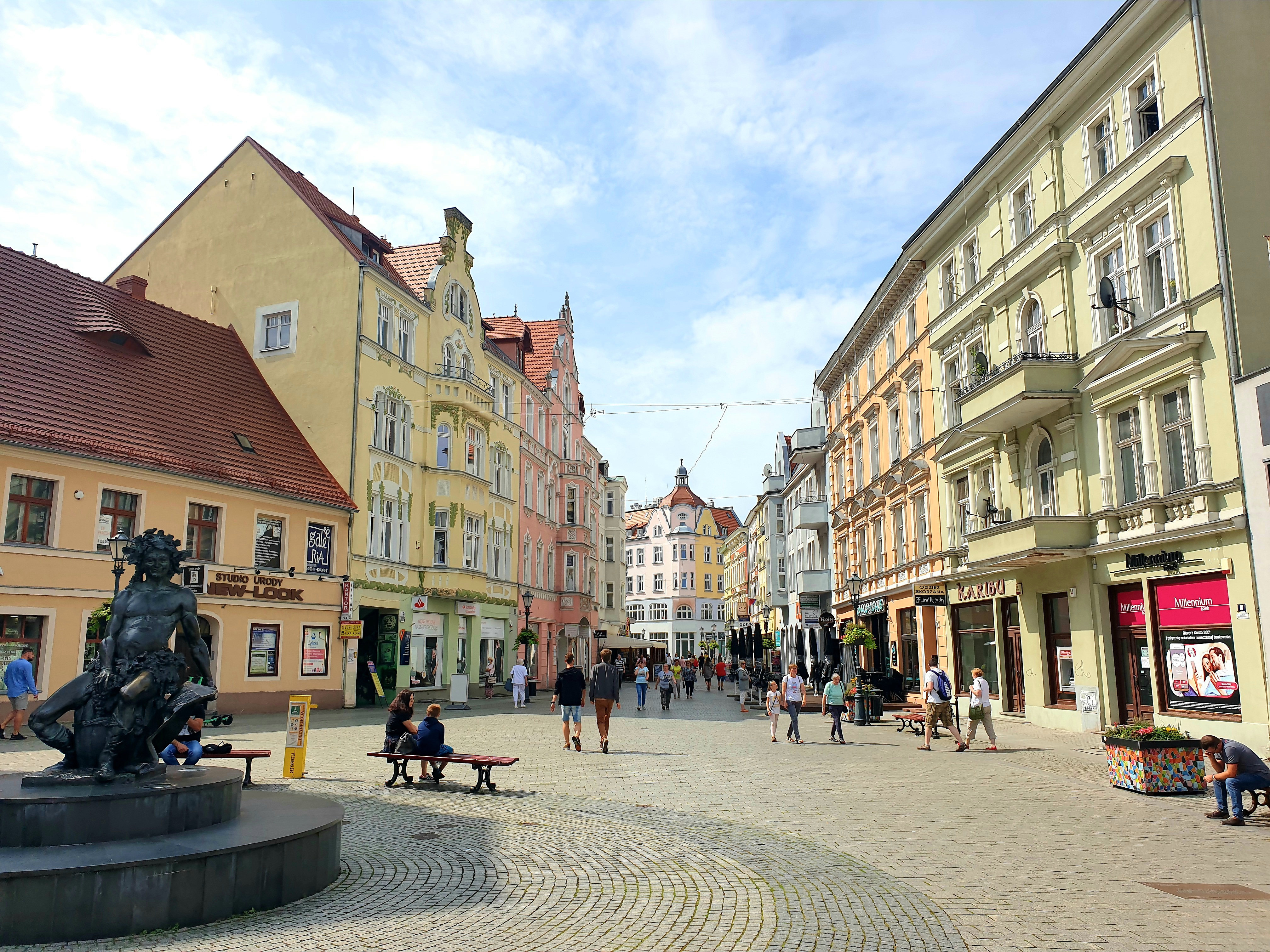
ジェロナ・グラ

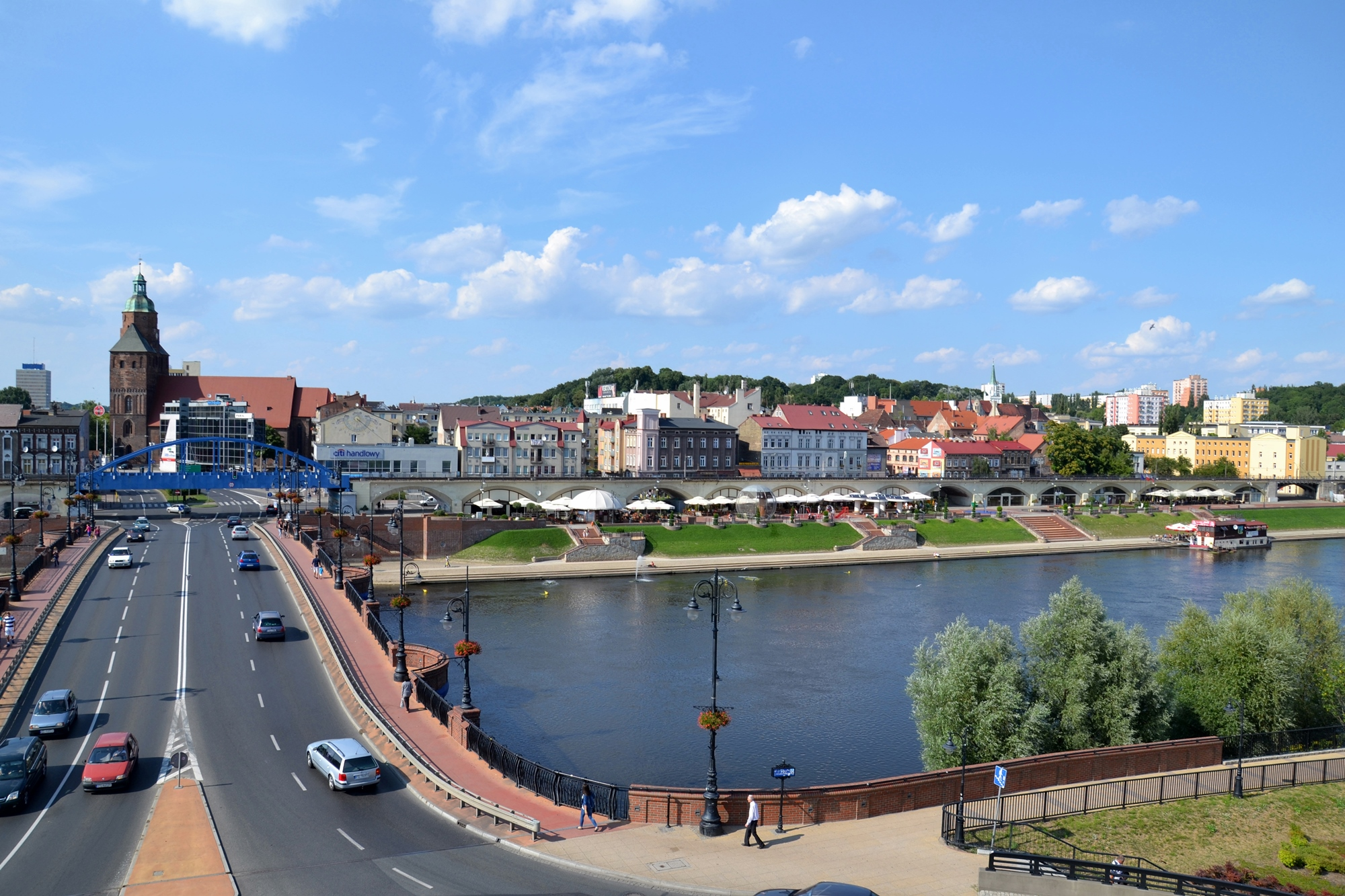
ゴジュフ・ヴィエルコポルスキ

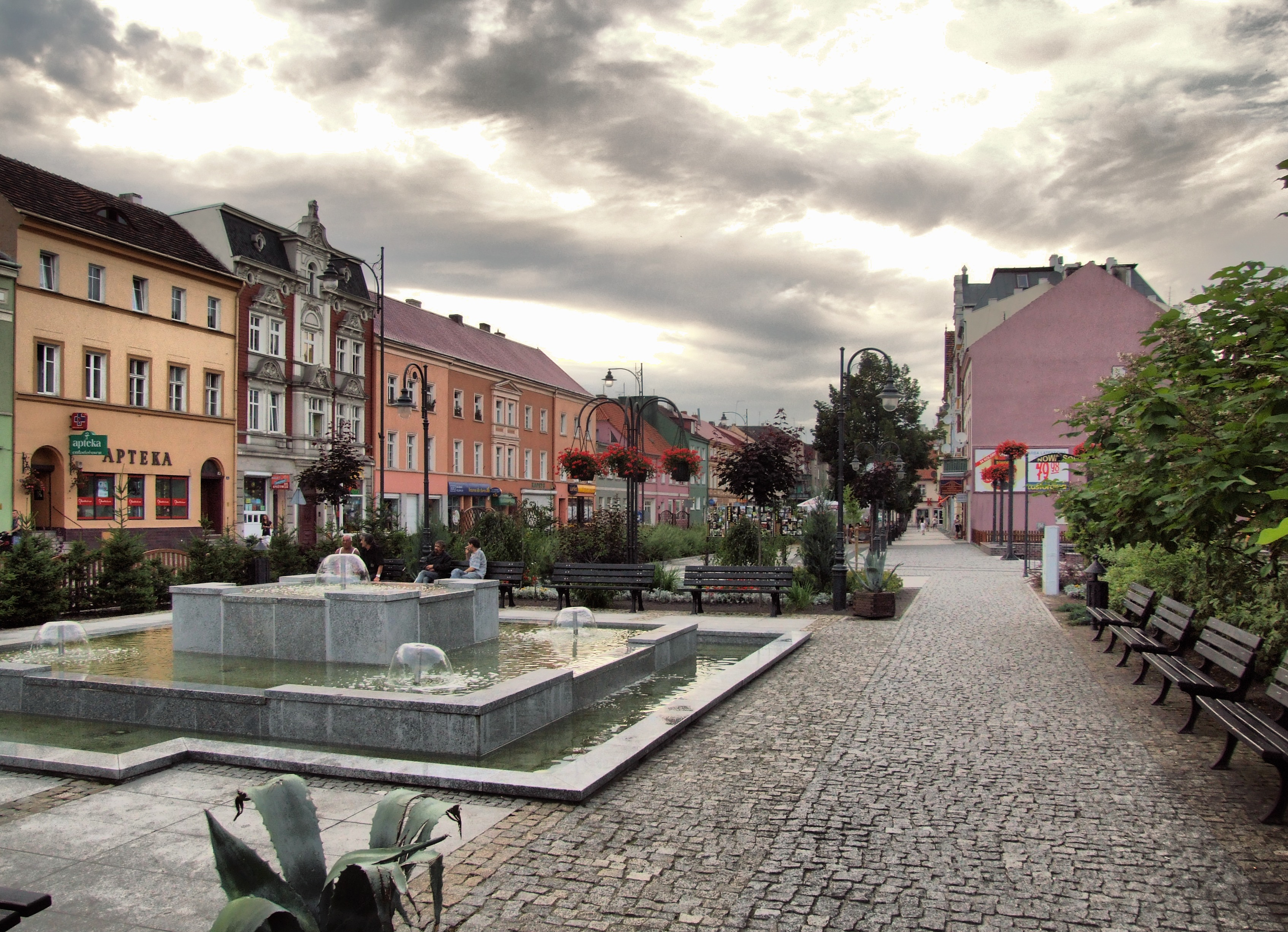
ノヴァ・スル

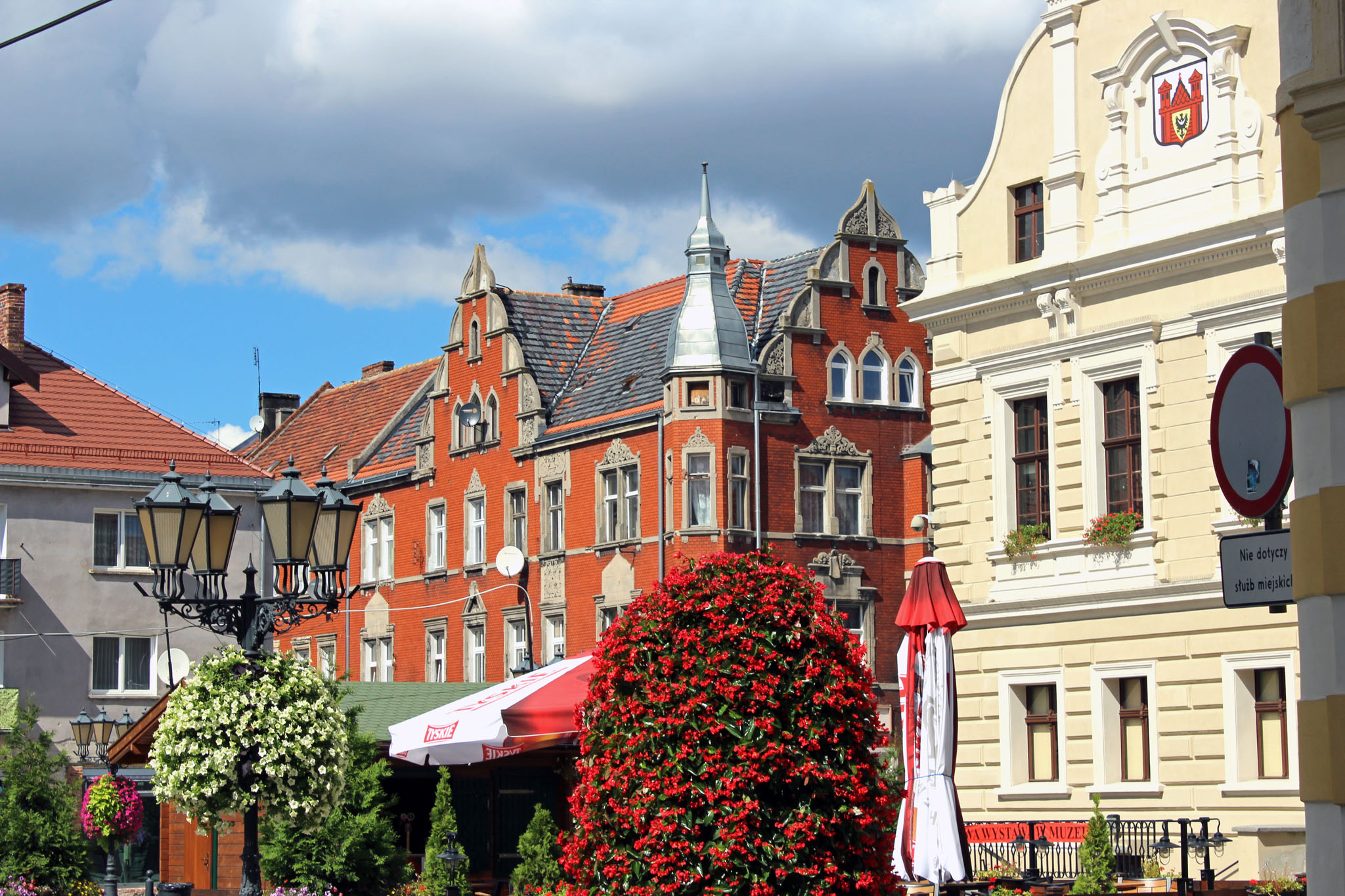
シフィェボジン

  - ゴジュフ・ヴィエルコポルスキ (121,714人)
  - ノヴァ・スル (37,931人)
  - ジャガン（ザーガン） (Żagań; pl)
  - ジャルィ（ゾーラウ） (Żary; pl)
  - シフィェボジン（シュヴィーブス） (Świebodzin; pl)
  - ミェンヅィジェチ（メーゼリッツ） (Międzyrzecz; pl)

- 郡 (powiat)
  - ゴジュフ郡 (Powiat gorzowski)
  - クロスノ郡 (Powiat krośnieński)
  - ミェンヅィジェチ郡 (Powiat międzyrzecki)
  - ノヴァ・スル郡 (Powiat nowosolski)
  - スウビツェ郡 (Powiat słubicki)
  - シュチュシェルツェ・ドレズデンコ郡 (Powiat strzelecko-drezdenecki)
  - スレンチン郡 (Powiat sulęciński)
  - シフィエボジン郡 (Powiat świebodziński)
  - フスホーヴァ郡 (Powiat wschowski)
  - ジェロナ・グーラ郡 (Powiat zielonogórski)
  - ジャガン郡 (Powiat żagański)
  - ジャルィ郡 (Powiat żarski)

## 観光地

### ウェンクニツァ（Łęknica）
ドイツ国境の街。ヌィサ・ウジツカ川（ドイツ名ナイセ川）の対岸にはドイツの街バード・ムスカウ（Bad Muskau）があり、橋で結ばれている。ウェンクニツァとバード・ムスカウにまたがるイギリス式庭園のムジャクフ公園（ドイツ名ムスカウ公園）はユネスコの世界遺産に登録されている。

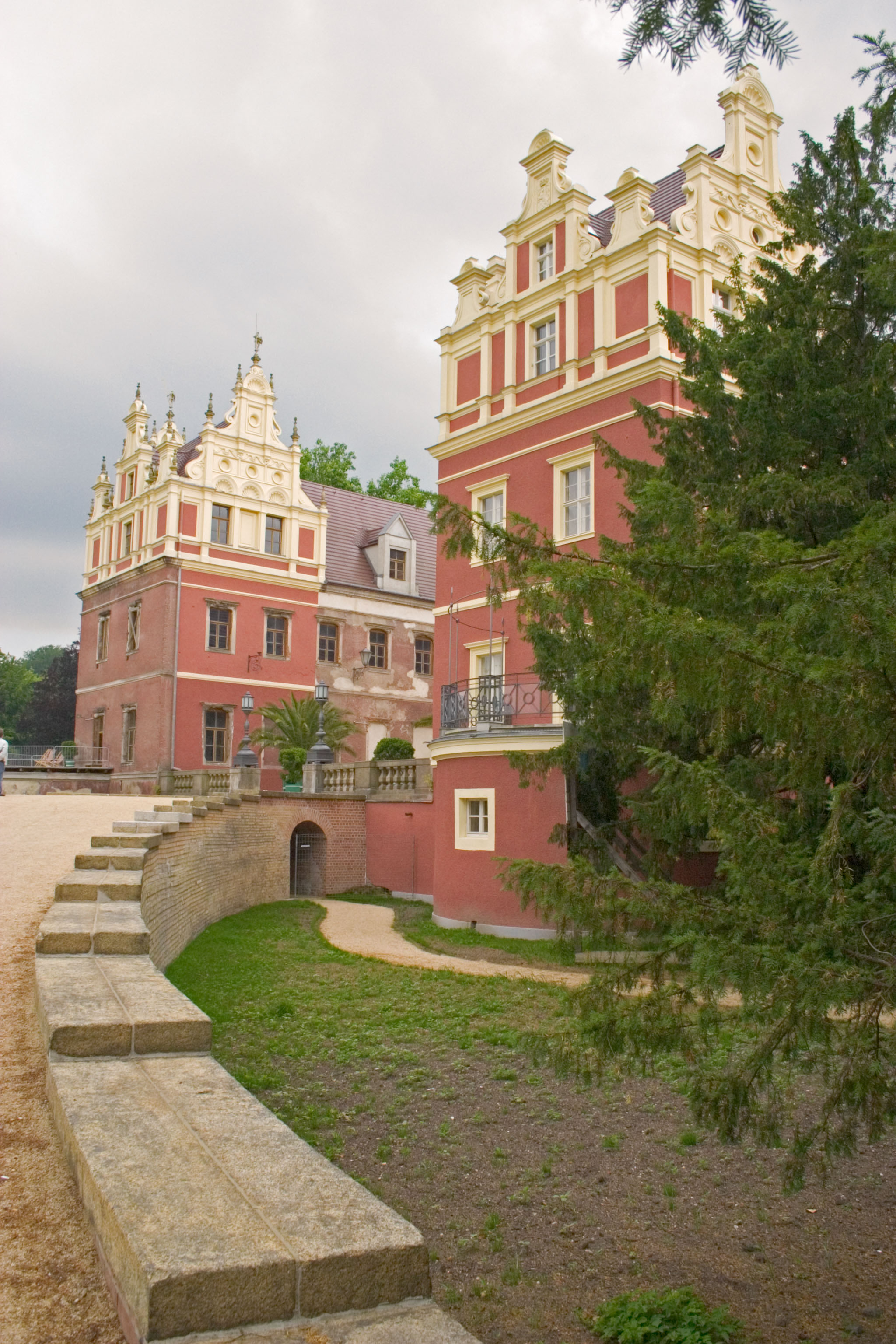
ムジャクフ公園
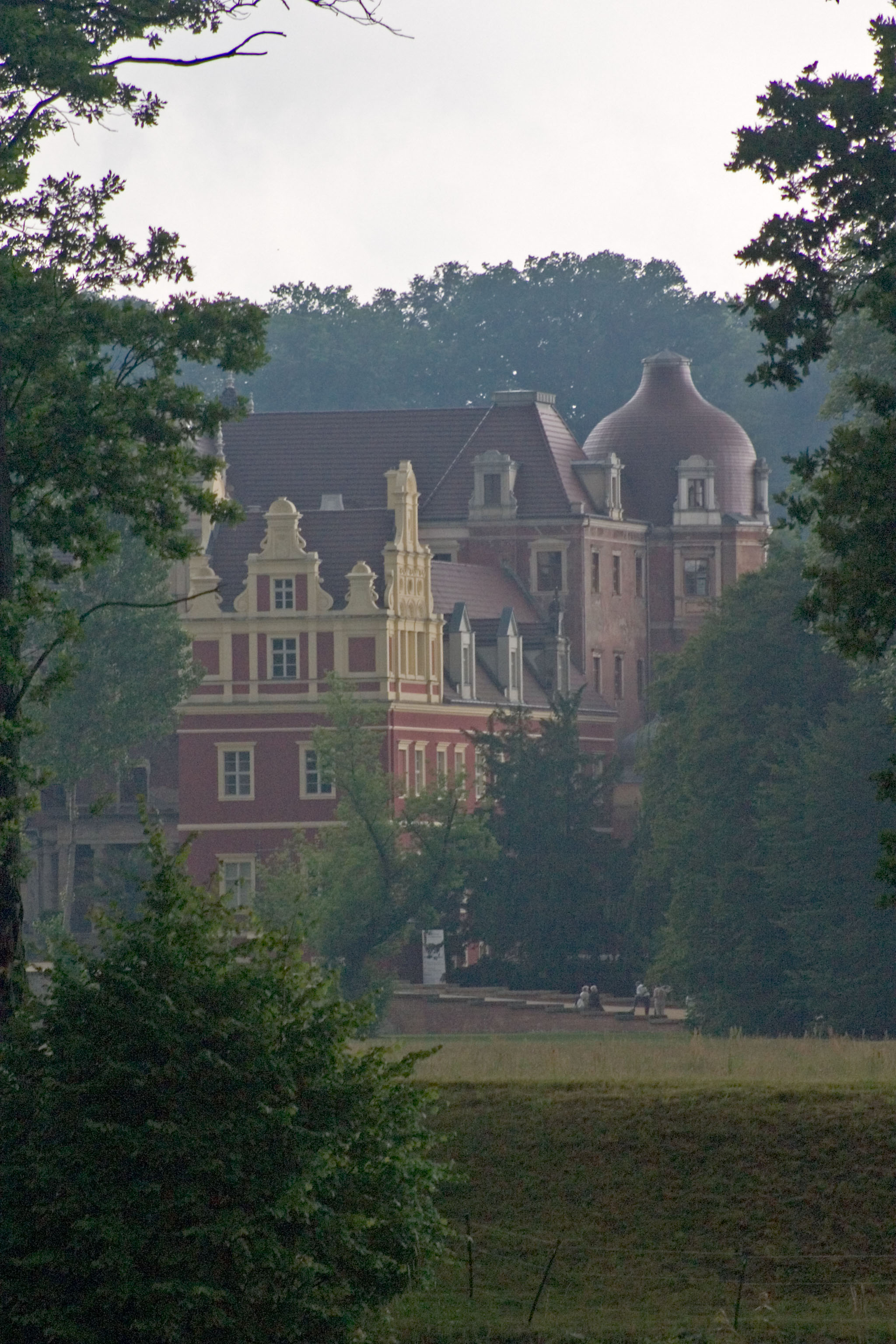
ムジャクフ公園
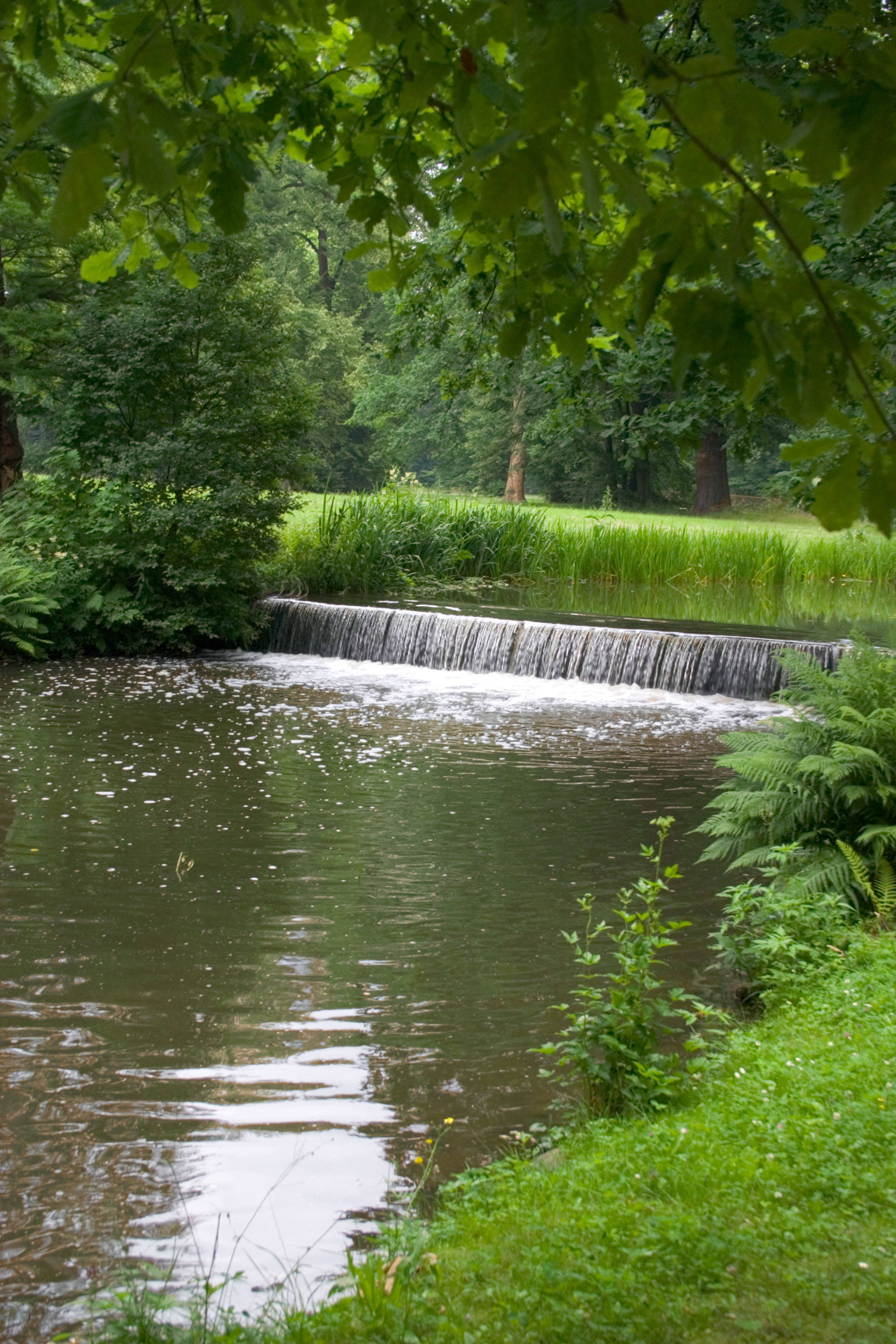
ムジャクフ公園
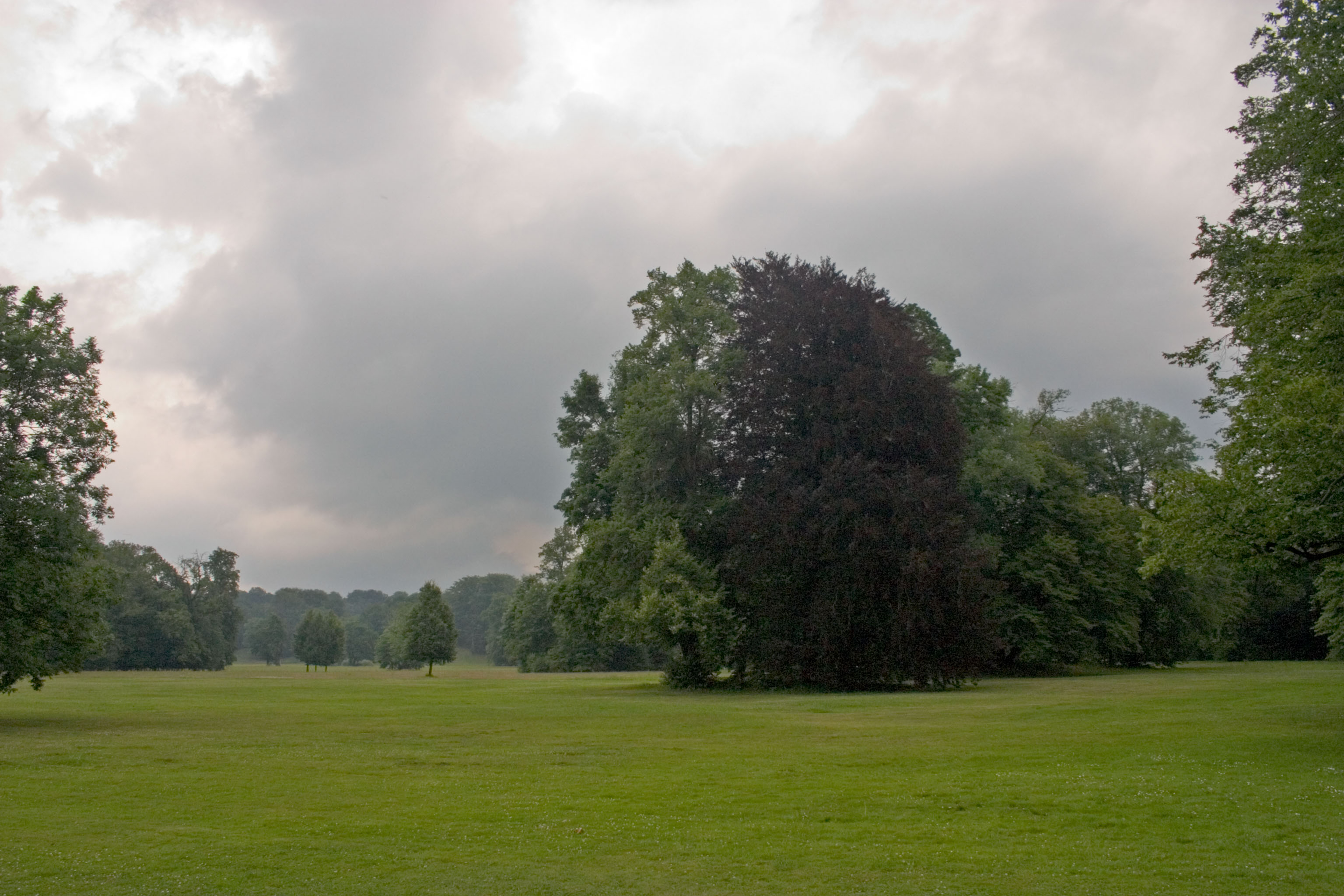
ムジャクフ公園

#### ジェロナ・グラ（Zielona Góra）
長い間ポーランド王家の分家であるシロンスク・ピャスト家のグウォグフ公国領であり、16世紀初頭にボヘミア王国領、次いでオーストリア領、その後プロイセン王国領、ドイツ領を経て、第二次世界大戦後よりポーランド領となった。ワイン生産はポーランド国内で2箇所でしか行われていないが、ジェロナ・グラはその一つである（もう一箇所はマゾフシェ県のヴァルカという街）。13世紀半ばから白ワインの生産が行われ、現在はこの地方のワイン畑は4000、ジェロナ・グラ市のみでは2500。社会主義時代はワイン生産が廃れかけていたが、1989年にポーランドが社会主義を放棄すると、ワイン産業はみごとに復興した。ここで最も有名なワインの銘柄は「モンテ・ヴェルデ（Monte Verde）」というが、これはイタリア語でその意味は「緑の山」、これはポーランド語ではジェロナ・グラ（Zielona Gora）となる。毎年9月にはワインの収穫祭りが催されポーランド国内や近隣のドイツから観光客がやってくる。2009年のワイン祭りは9月5日から13日にかけて開催される。ここは大学街でもあり、学生が多い。市公式サイト（英語・ポーランド語・ドイツ語）あり。

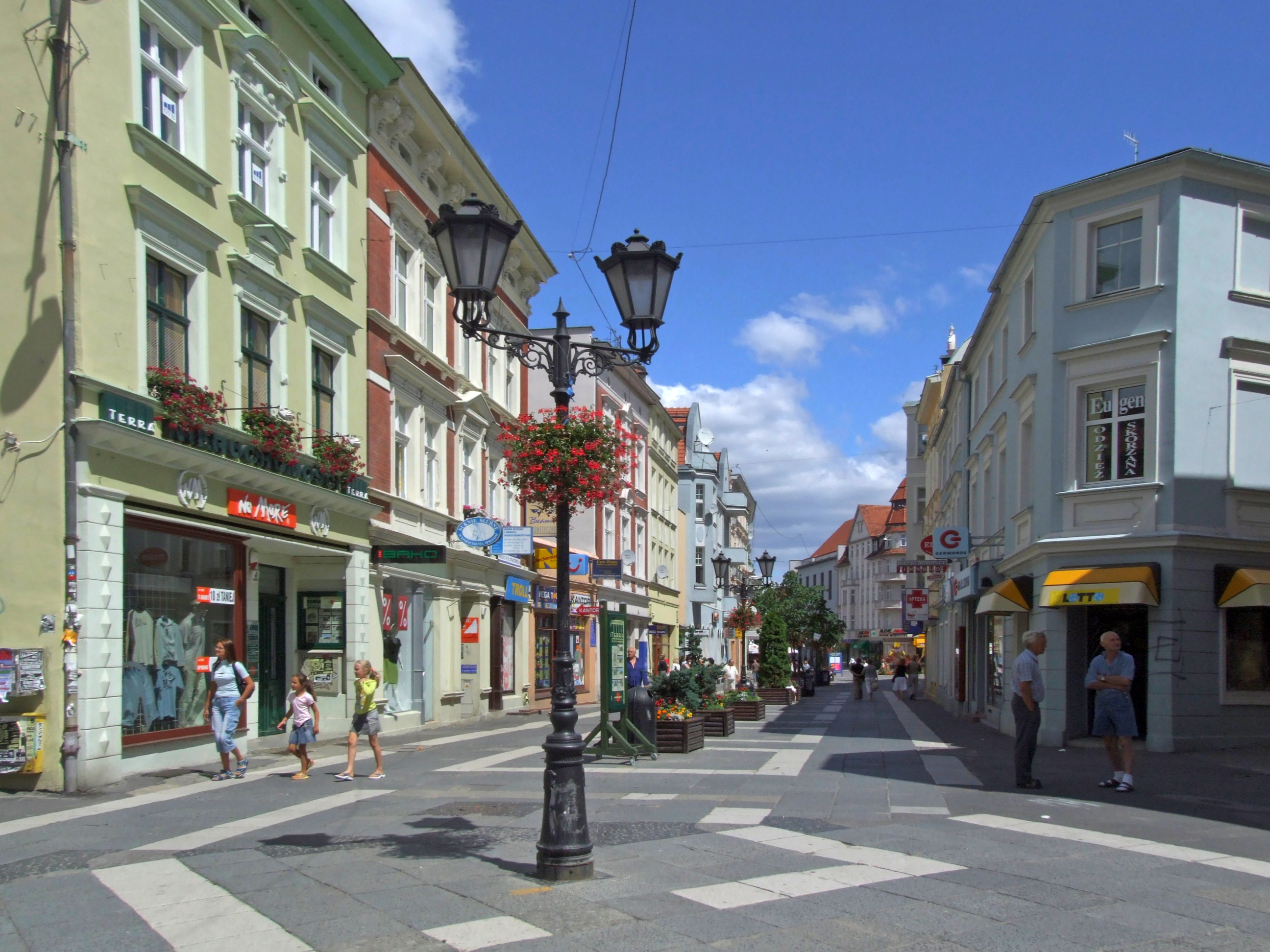
旧市街
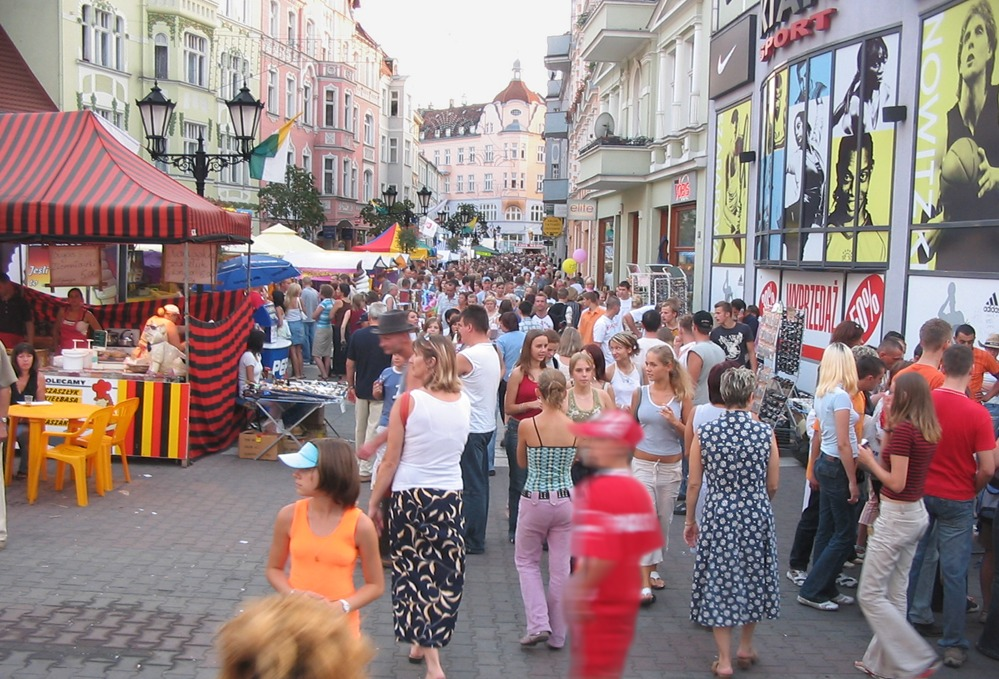
ワインまつり
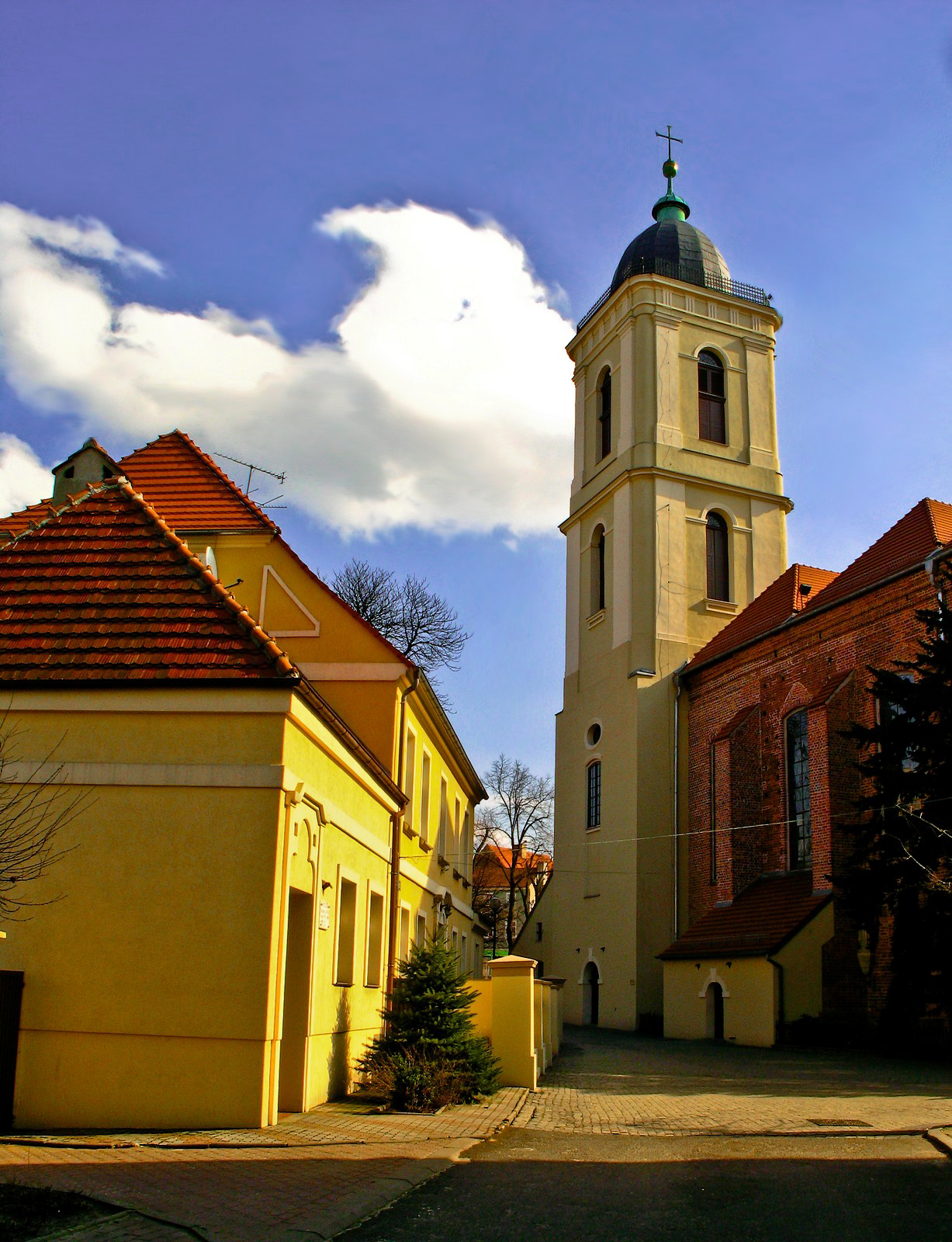
聖ヤドヴィガ聖堂
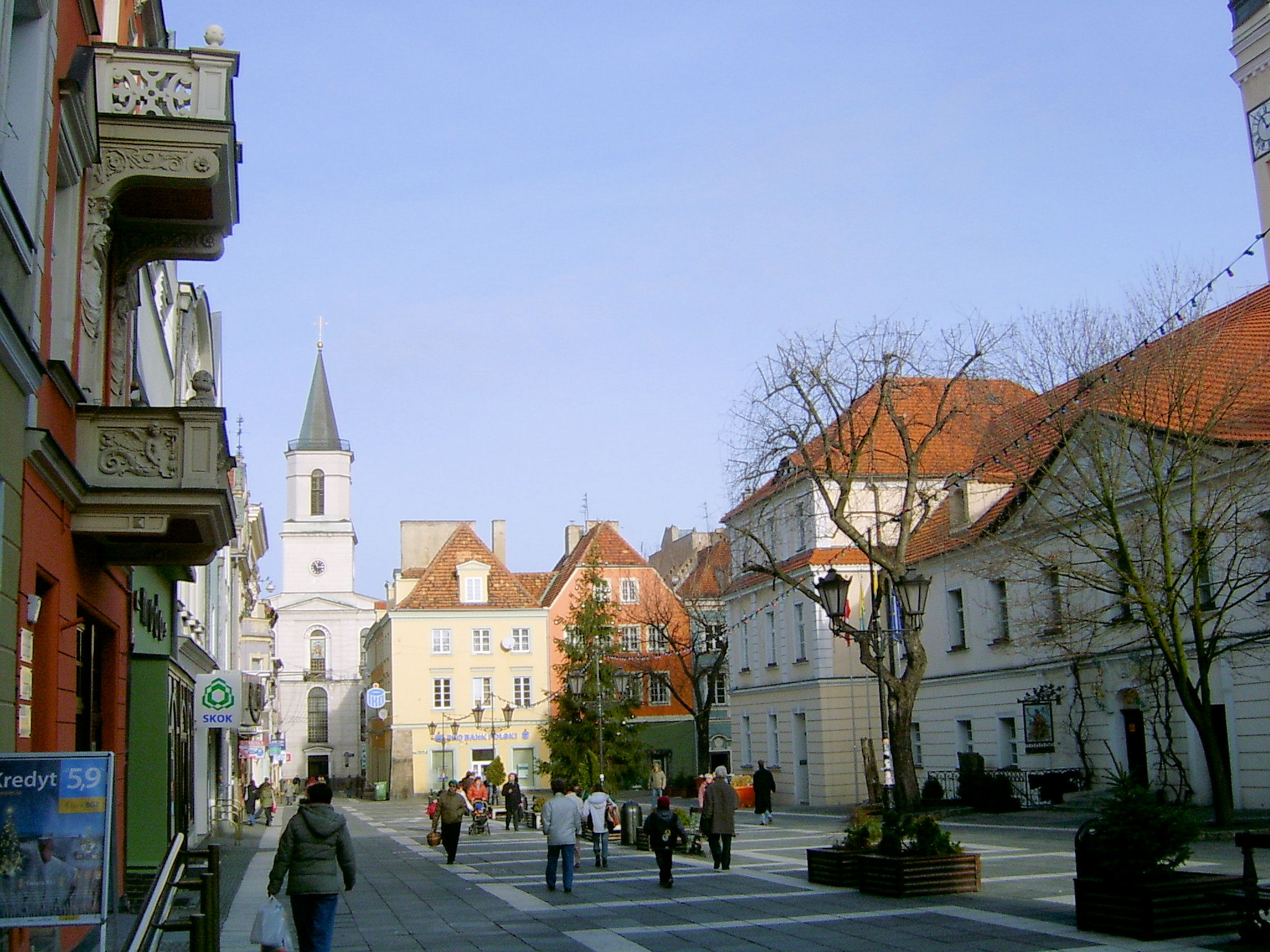
旧市街
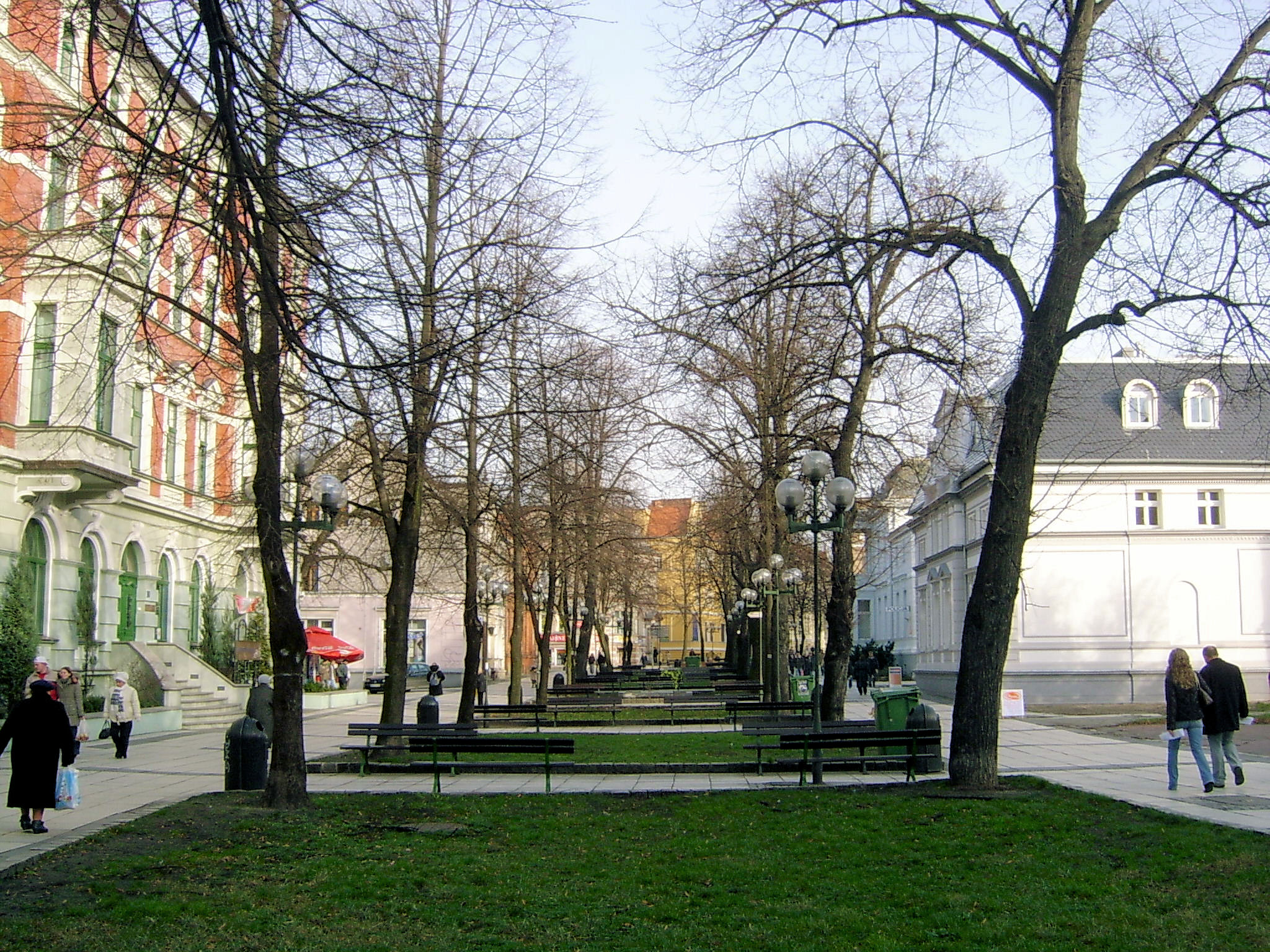
旧市街
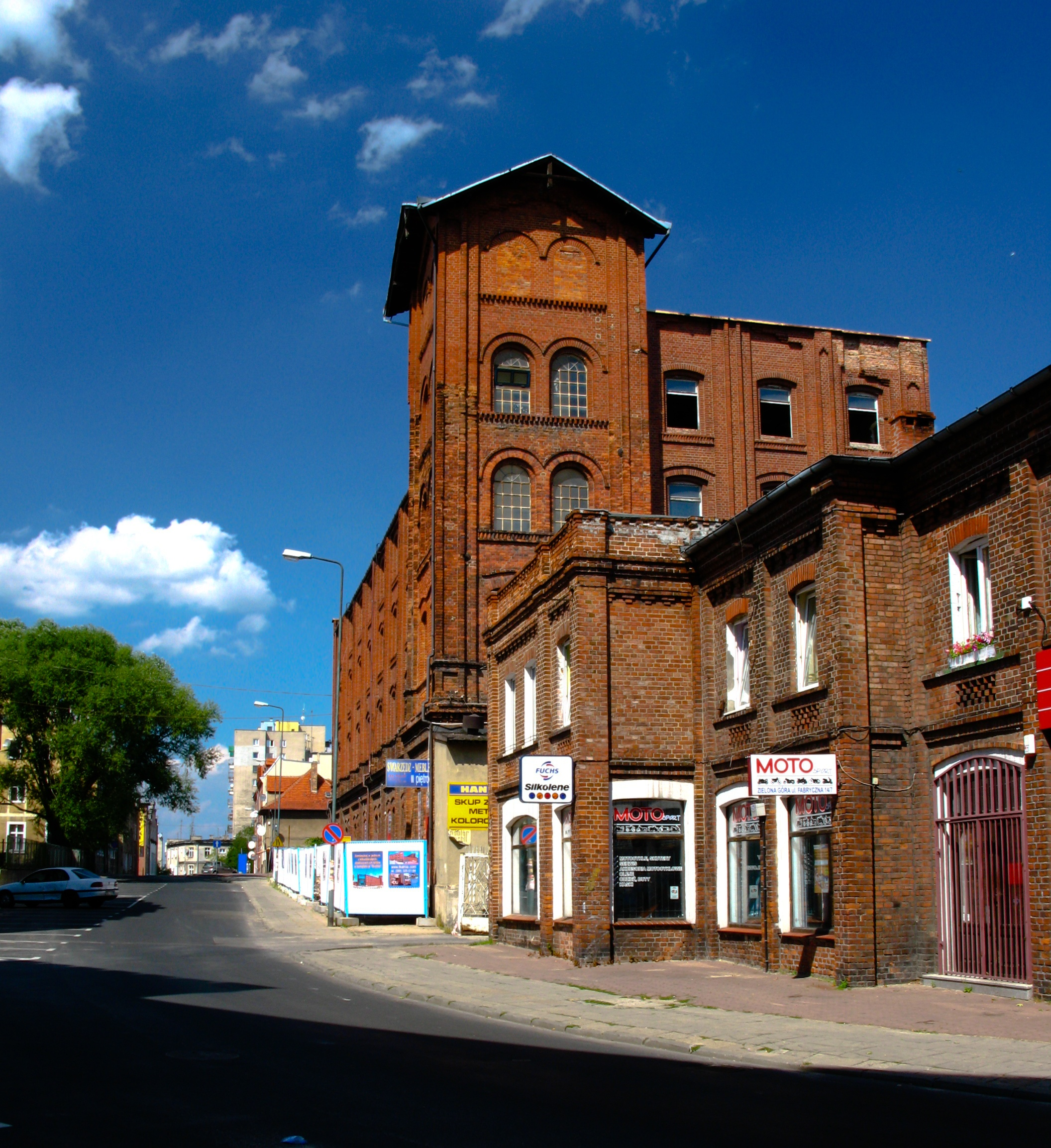
工場通り
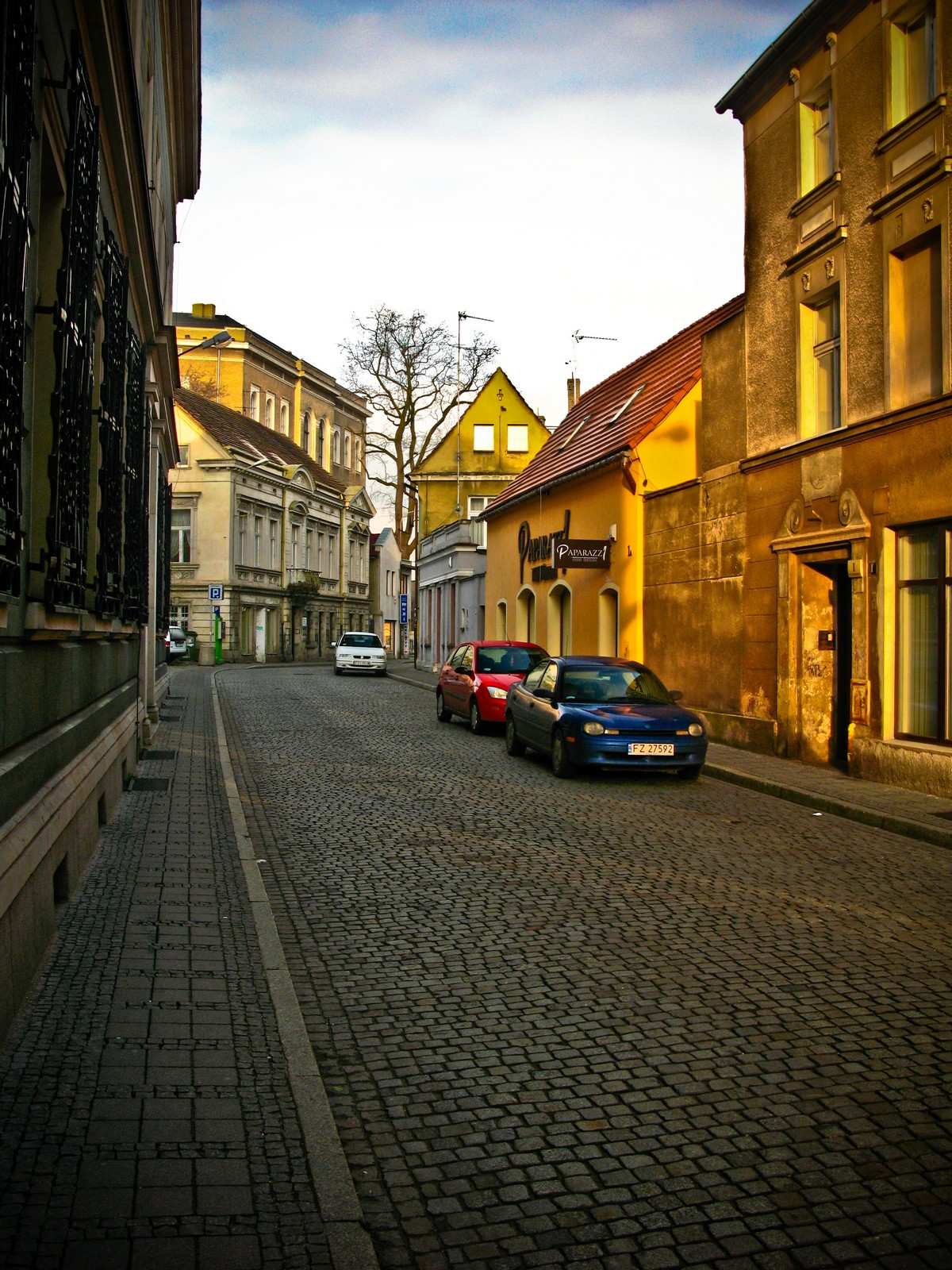
旧市街
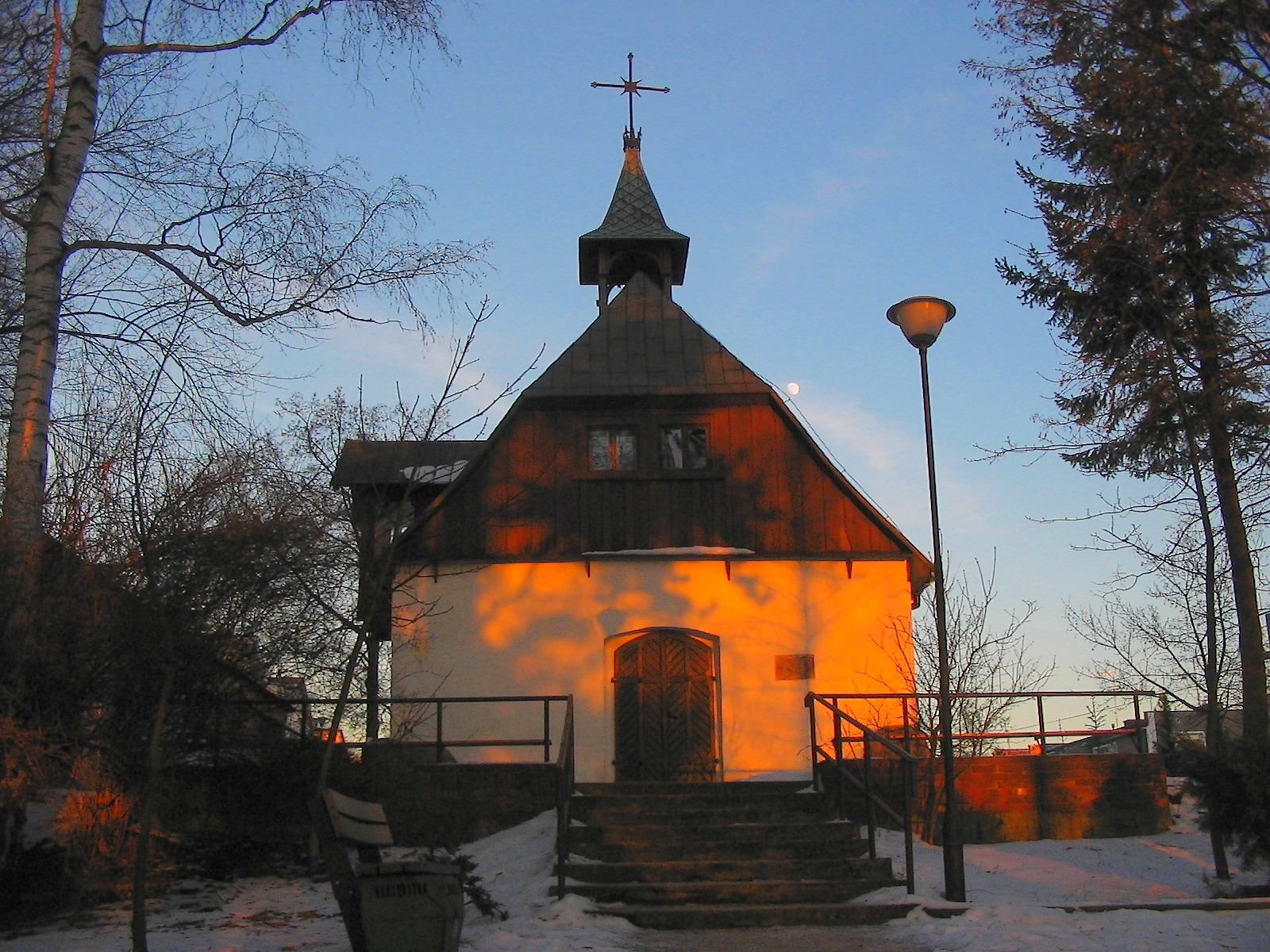
13世紀の礼拝堂
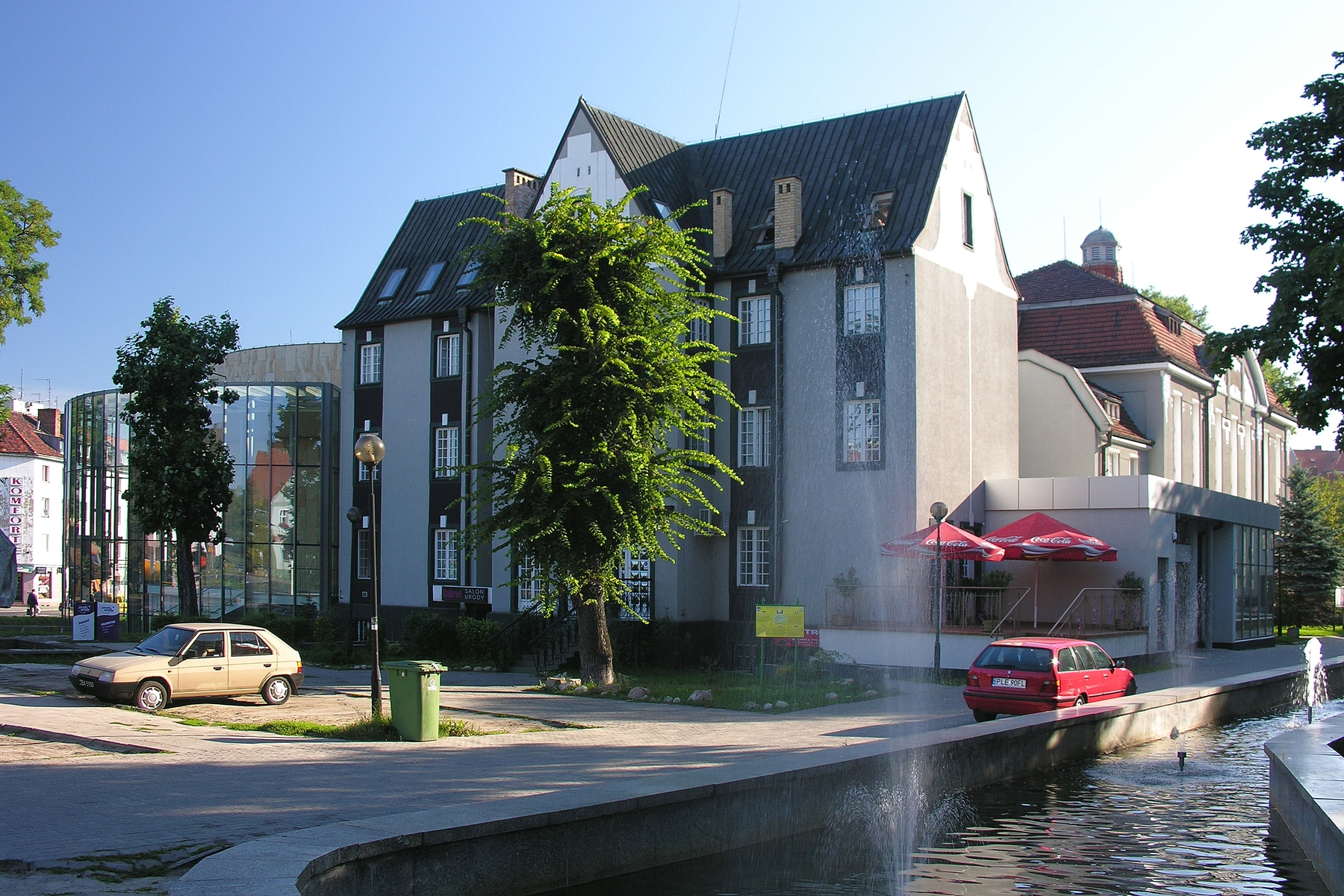
ジェロナ・グラ交響楽団ホール
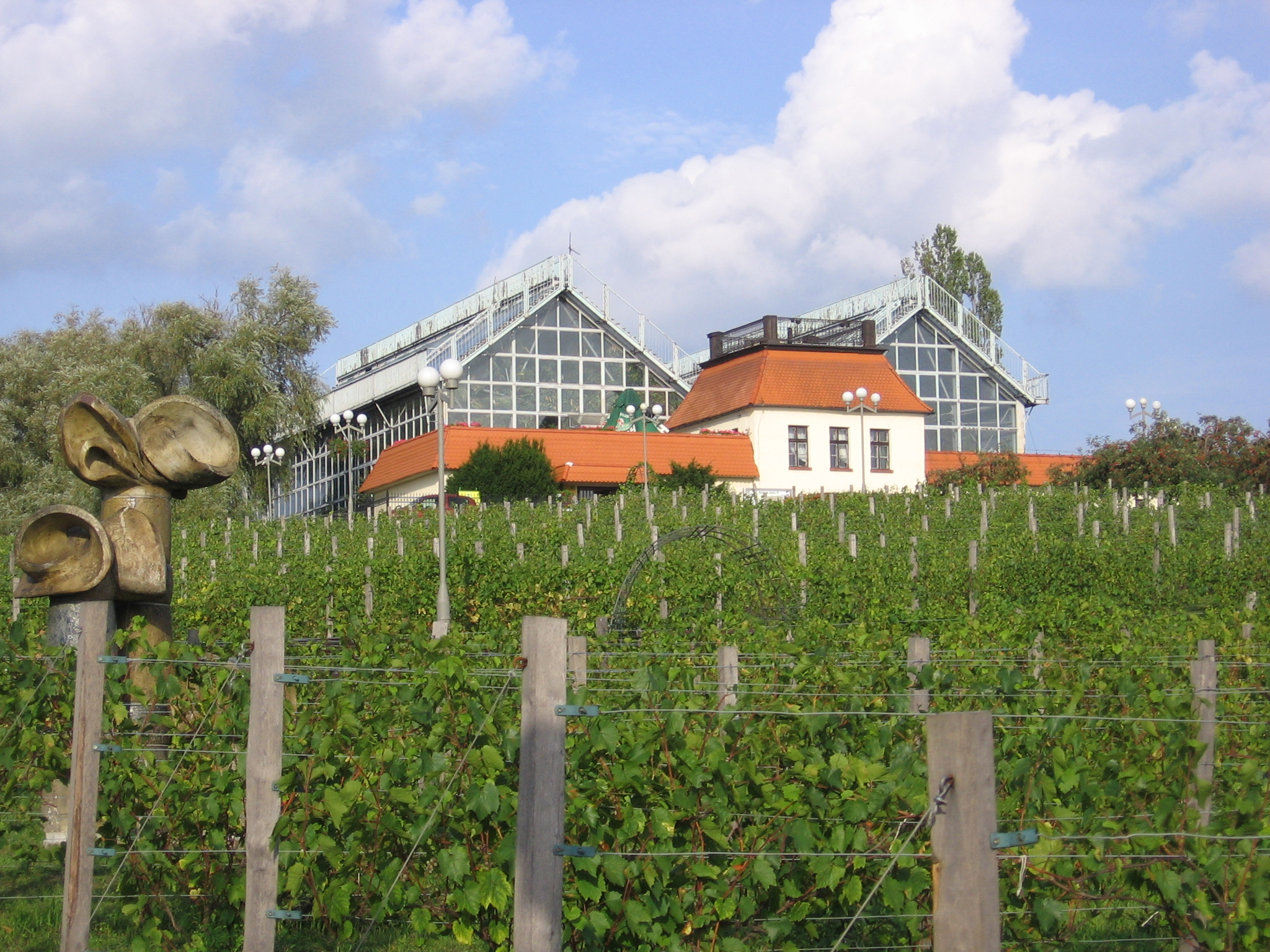
ワイン用ぶどう畑
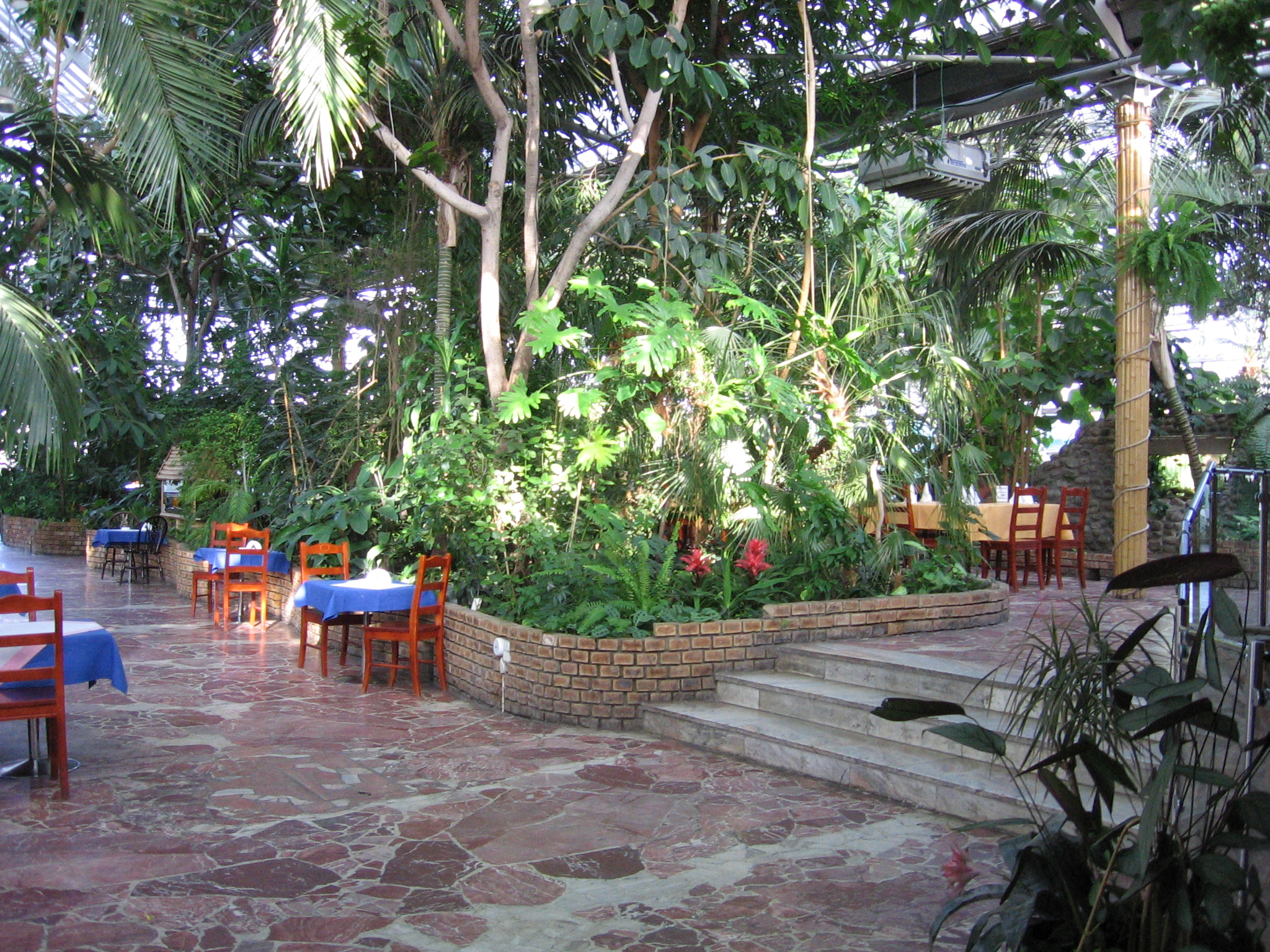
ワイン醸造所の温室レストラン
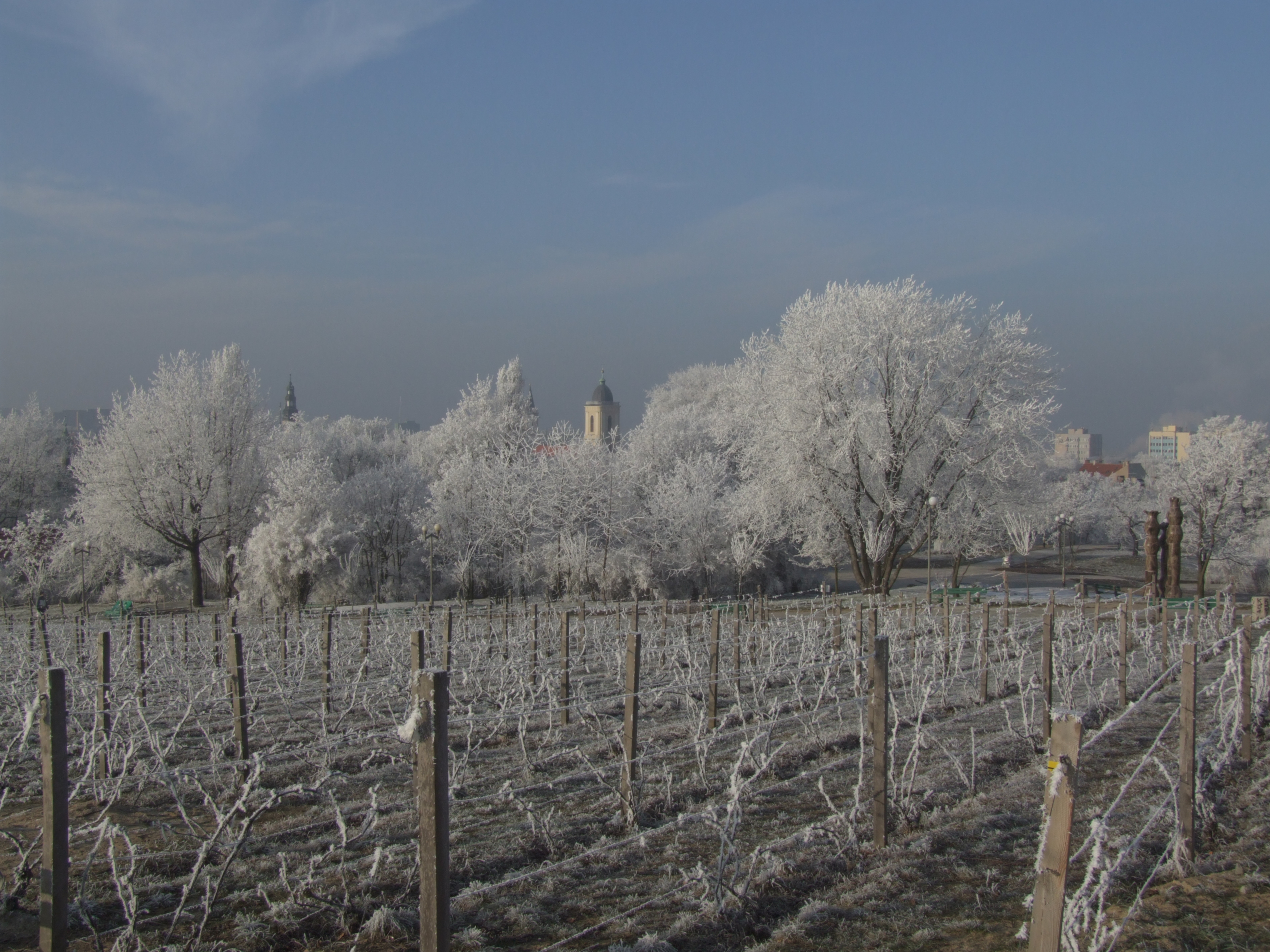
冬のぶどう畑